# Ed Wynn

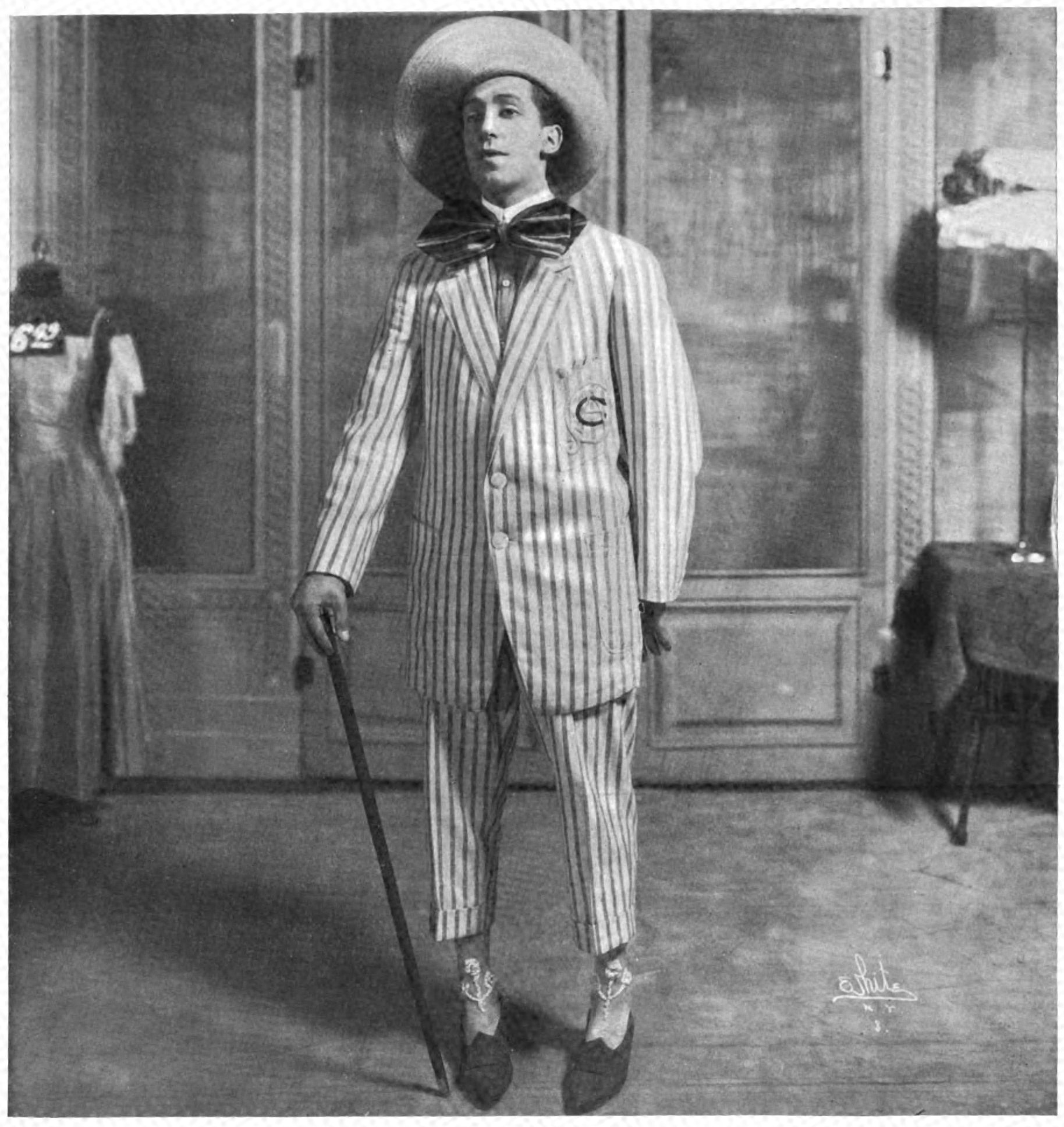
Ed Wynn als "Mr. Busybody" (1908)

Ed Wynn (* 9. November 1886 in Philadelphia, Pennsylvania, USA; † 19. Juni 1966 in Beverly Hills, Kalifornien, USA; eigentlich Isaiah Edwin Leopold) war ein US-amerikanischer Film- und Theaterschauspieler sowie Komiker. Wynn war im Jahr 1960 für einen Oscar in der Kategorie Bester Nebendarsteller nominiert.

## Leben
Isaiah Leopold, Sohn europäischer jüdischer Immigranten, wusste bereits früh, was er werden wollte: Schauspieler. Nach dem Abschluss an der Central High School von Philadelphia lief er mit 15 Jahren von zu Hause fort, um als Laufbursche für eine Theatergruppe zu arbeiten. Allerdings ging diese bald darauf in Konkurs, sodass Leopold nach Hause zurückkehren musste. Dort verdiente er sich als Damenhutverkäufer im Geschäft seines Vaters seinen ersten Lebensunterhalt.
Um seinen Eltern die Schande zu ersparen, die sein Ausreißen mit sich gebracht hatte, änderte er seinen Namen, in Anlehnung an seinen Mittelnamen Edwin in Ed Wynn, um fünf Monate nach seiner Rückkehr nach Hause nach New York City zu ziehen. Dort wurde Wynn Mitglied eines Vaudeville-Theaters und fand so die erste Anerkennung. Durch sein markantes Äußeres wie auch seine stereotypen, meist ungeschickten Charaktere, die er auf der Bühne verkörperte, erhielt Wynn bald den Spitznamen The Perfect Fool („Der vollkommene Trottel“).
1914 trat er erstmals in Florenz Ziegfeld Jr.s Ziegfeld Follies auf, einem Theater am Broadway, an dem er zunächst Erfolge verbuchen konnte. Doch geriet er mit einem anderen Star von Ziegfeld, W. C. Fields, zusehends aneinander und provozierte eine medienwirksam inszenierte Fehde unter Stars, die 1919 in einem von Ed Wynn organisierten Streik der Schauspieler gipfelte. Kurz danach wurde Wynn entlassen. Den Boykott wie auch die anschließende Flaute an Theaterangeboten kompensierte Wynn, als er in den 1920er-Jahren selbst Theaterstücke schrieb und produzierte.
1922 trat Ed Wynn zum ersten Mal im Hörfunk auf und in den folgenden Jahren hatte er großen Erfolg als Radio-Komiker mit Programmen wie Ed Wynn, the Fire Chief – eine seiner Paraderollen –, Perfect fool und Ed Wynn's grab bag. 1927 stand er in Rubber Heels erstmals auch vor der Filmkamera. Es war nun das Medium Film, das Ed Wynn begeisterte. Nachdem er zwischen 1933 und 1949 eine 16-jährige Pause eingelegt hatte, in der an den Broadway zurückgekehrt war, produzierte er von 1949 bis 1950 Die Ed Wynn Show, eine in den USA nur mäßig erfolgreiche Varietee-Show; diese wurde nach nur 38 Ausgaben eingestellt. Trotzdem gewann Wynn 1950 einen Emmy für die Beste Live Show des Jahres.
Nachdem er 1951 im bekannten Disney-Zeichentrickfilm Alice im Wunderland dem Verrückten Hutmacher die Stimme geliehen hatte, folgten Film- und Fernsehangebote. In den 1960er-Jahren war Wynn ein bekanntes Gesicht in einer Reihe von zumeist von Robert Stevenson inszenierten Walt-Disney-Produktionen. Unvergessen ist vor allem seine Darstellung des vor Lachen an die Zimmerdecke gegangenen Onkel Albert in dem Filmmusical Mary Poppins aus dem Jahr 1964. Zu seinen bekanntesten Filmen zählen daneben seine wenigen ernsthaften Rollen in Die größte Geschichte aller Zeiten, 1965 produziert, und Das Tagebuch der Anne Frank aus dem Jahr 1959. Für letzteren Film erhielt Wynn 1960 eine Oscar-Nominierung in der Kategorie Bester Nebendarsteller. Trotz seiner Erkrankung an der Parkinson-Krankheit stand Wynn noch bis kurz vor seinem Tod vor der Kamera.
Er war drei Mal verheiratet. Zwischen 1914 und 1937 war er mit Hilda Keenan verheiratet. Doch sowohl die Ehe mit ihr als auch seine nächsten Partnerschaften mit Frieda Mierse (1937–1939) und Dorothy Nesbitt (1946–1955) scheiterten. Aus der Ehe mit Hilda Keenan ging Sohn Keenan Wynn hervor, der ebenfalls Schauspieler wurde und mit dem Ed Wynn für Der fliegende Pauker (The Absent Minded Professor, 1961) und Der Pauker kann's nicht lassen (Son of Flubber, 1963) auch gemeinsam vor der Kamera stand. In Der fliegende Pauker konnte Ed Wynn zudem nochmals seine Paraderolle als Feuerwehrchef anbringen.
Ed Wynn, dem heute drei Sterne auf dem Hollywood Walk of Fame gewidmet sind, starb 79-jährig an Krebs.
2013 wurde Ed Wynn posthum die Auszeichnung Disney Legend verliehen.

## Filmografie (Auswahl)
- 1927: Rubber Heels
- 1930: Follow the Leader
- 1933: The Chief
- 1951: Alice im Wunderland (Alice in Wonderland) (Stimme)
- 1958: Die Liebe der Marjorie Morningstar (Marjorie Morningstar)
- 1959: Das Tagebuch der Anne Frank (The Diary of Anne Frank)
- 1960: Aschenblödel (Cinderfella)
- 1961: Aufruhr im Spielzeugland (Babes in Toyland)
- 1961: Der fliegende Pauker (The Absent Minded Professor)
- 1962: Der Pauker kann’s nicht lassen (Son of Flubber)
- 1964: Mary Poppins (Mary Poppins)
- 1965: Diese Calloways (Those Calloways)
- 1965: Geliebte Brigitte (Dear Brigitte)
- 1965: Die größte Geschichte aller Zeiten (The Greatest Story Ever Told)
- 1965: Alles für die Katz (That Darn Cat!)
- 1967: Abenteuerliche Reise ins Zwergenland (The Gnome-Mobile)

## Auszeichnungen
- 1 Oscar-Nominierung: Bester Nebendarsteller für: Das Tagebuch der Anne Frank (The Diary of Anne Frank)
- 1 Golden-Globe-Nominierung: Bester Nebendarsteller für: The Great Man
- 4 Emmy-Nominierungen, davon einmal ausgezeichnet
- 1 Grammy: Beste Aufnahme für Kinder für: Mary Poppins
- drei Sterne auf dem Hollywood Walk of Fame
- Disney Legend